# TV UMK
TV UMK w Toruniu – telewizja Uniwersytetu Mikołaja Kopernika w Toruniu. Telewizję UMK otwarto 19 lutego 2009 roku podczas Święta Uczelni. Założono ją z myślą o tworzeniu i publikowaniu materiałów filmowych dotyczących działalności UMK. W czerwcu 2013 roku TV UMK rozpoczęła współpracę z ogólnopolskim portalem akademickim PlatonTV.